# Sänningstjärn
Sänningstjärn är en by i Hassela socken och Nordanstigs kommun, Hälsingland vid sjön Sänningstjärnen. Byn är känd som den plats där det sällsynta höggräset Finnstarr först upptäcktes. Förutom i Hälsingland, har Finnstarr endast påträffats i Jämtland. *Byn benämns "Tjänen" med grav accent på hasselamål.